# Aphodius ater
Aphodius ater là một loài bọ cánh cứng trong họ Scarabaeidae. Loài này được Degeer miêu tả khoa học năm 1774.

## Hình ảnh

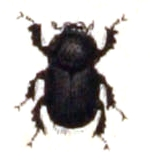
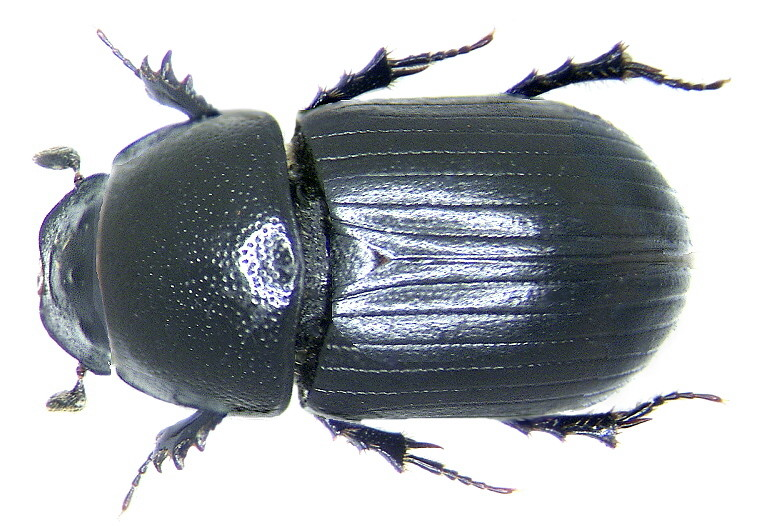
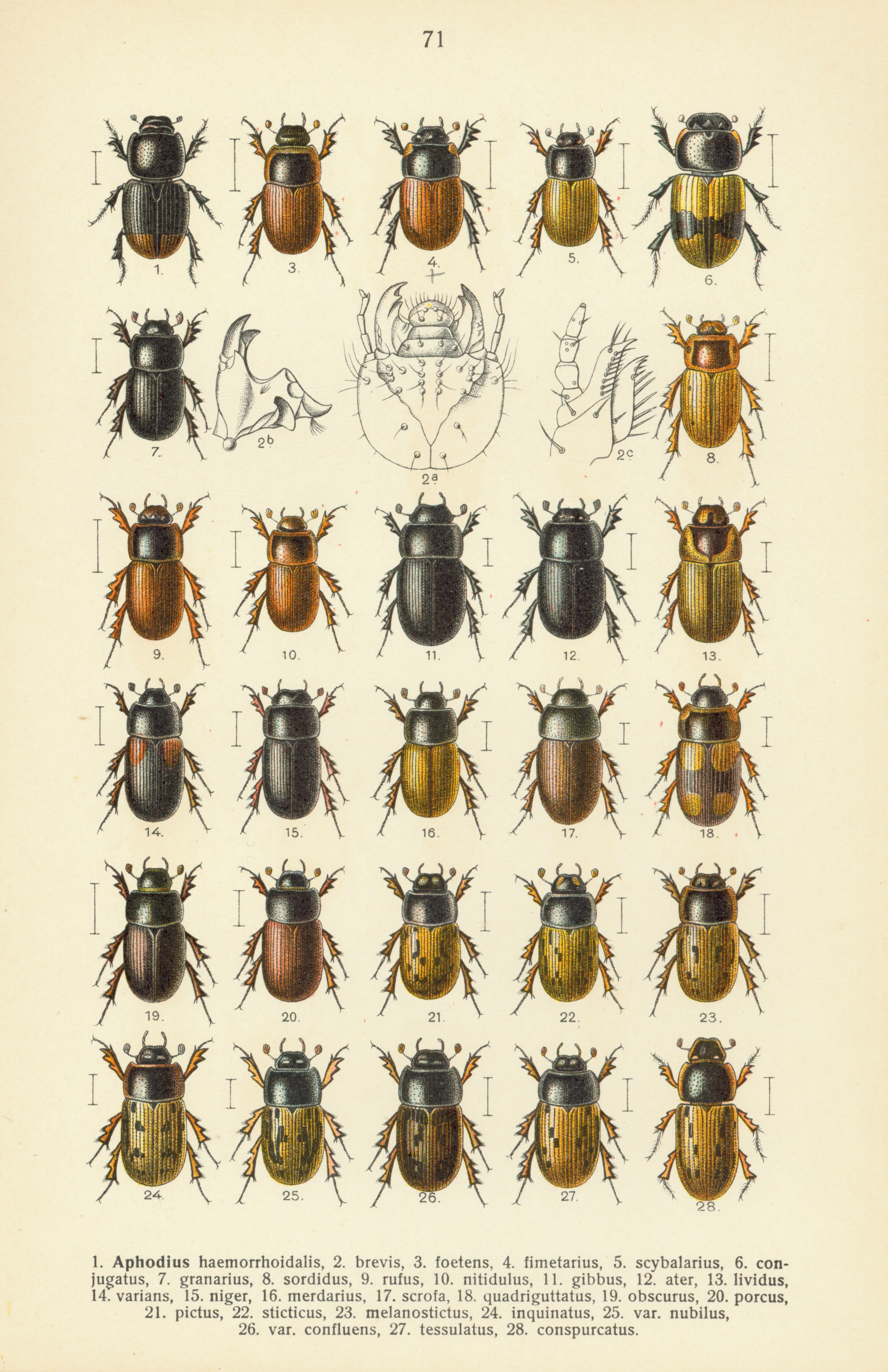